# Dicoelothorax
Dicoelothorax är ett släkte av steklar. Dicoelothorax ingår i familjen Eucharitidae.
Kladogram enligt Catalogue of Life:
| Dicoelothorax | \| \| Dicoelothorax parviceps \| \| \| \| \| \| Dicoelothorax platycerus \| \| \| \| |
|               | \| \| Dicoelothorax parviceps \| \| \| \| \| \| Dicoelothorax platycerus \| \| \| \| |
|               | Dicoelothorax parviceps                                                              |
|               |                                                                                      |
|               | Dicoelothorax platycerus                                                             |
|               |                                                                                      |

## Bildgalleri

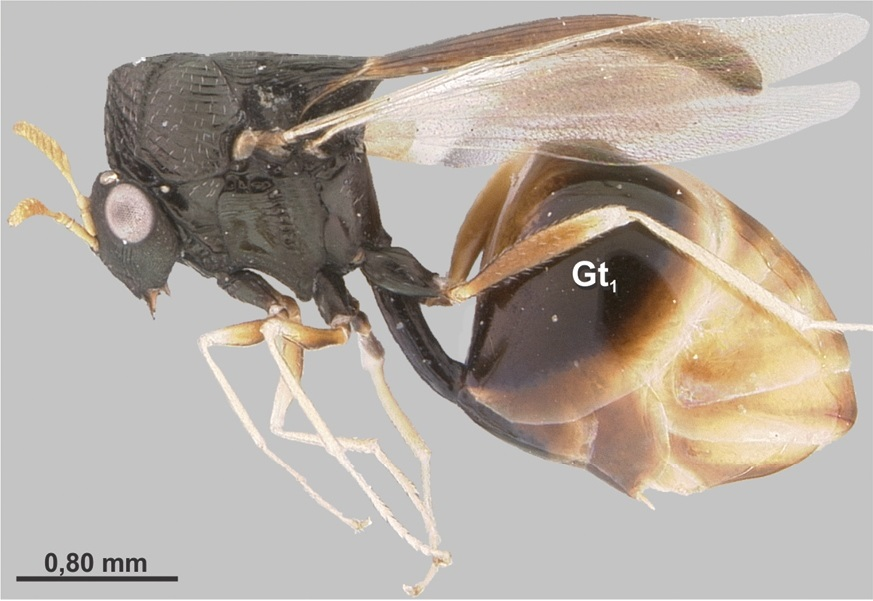
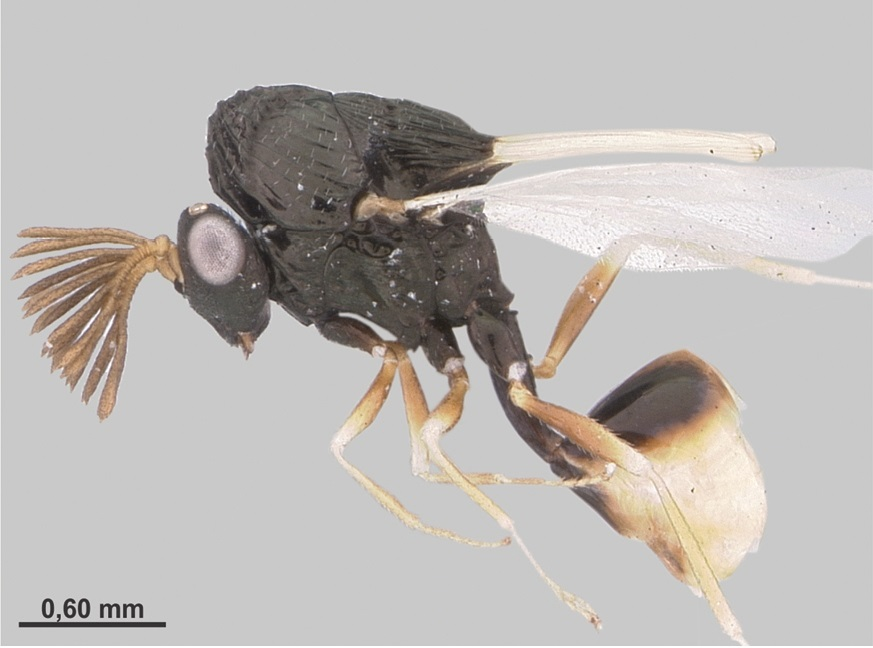
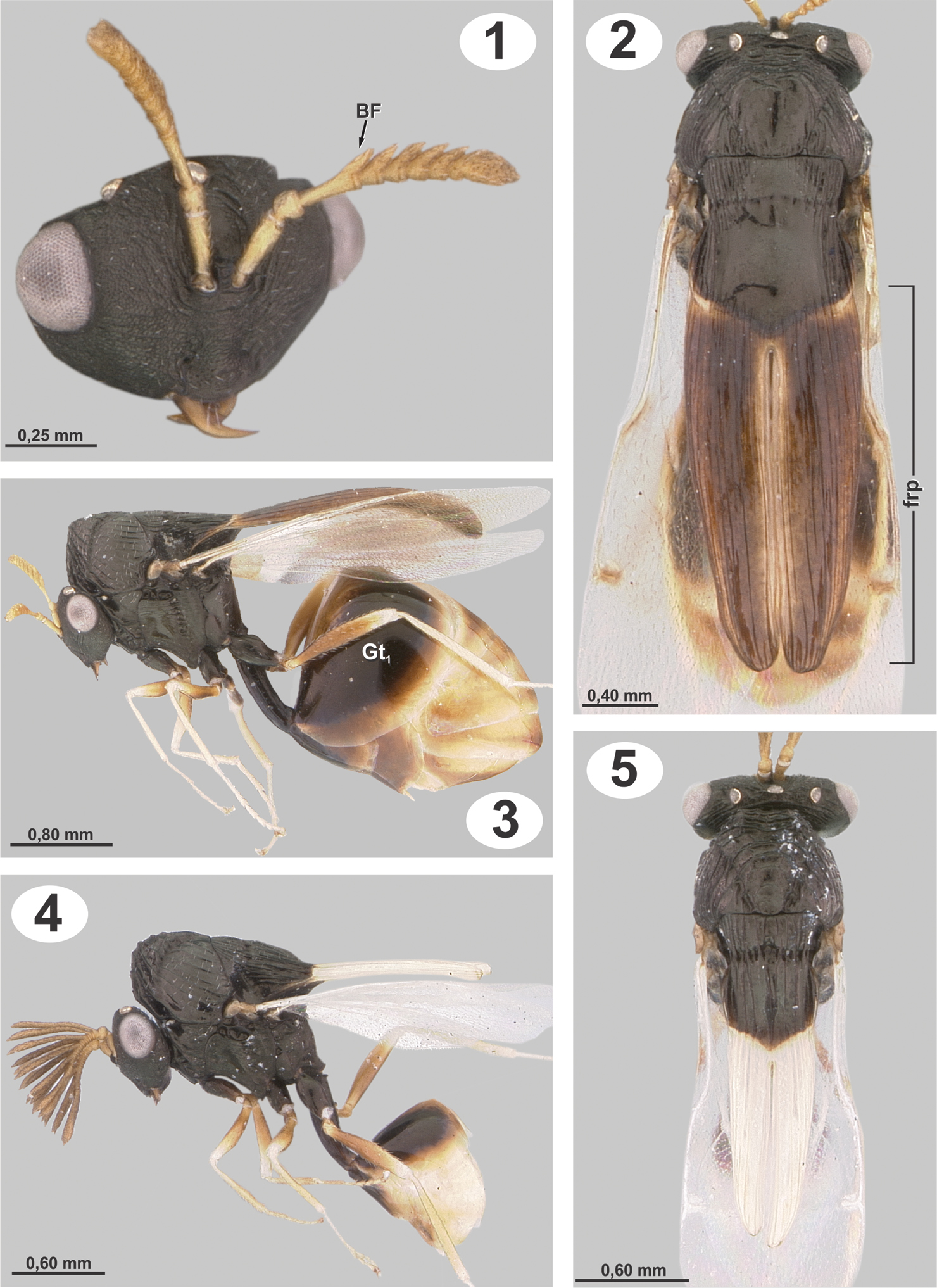
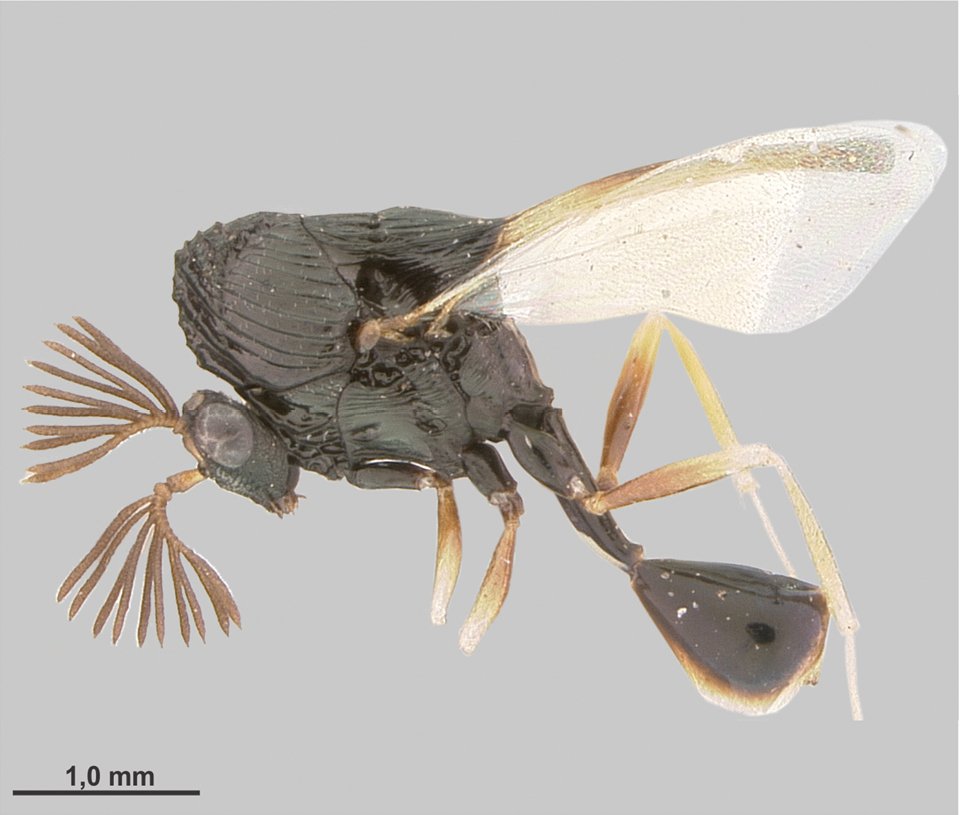
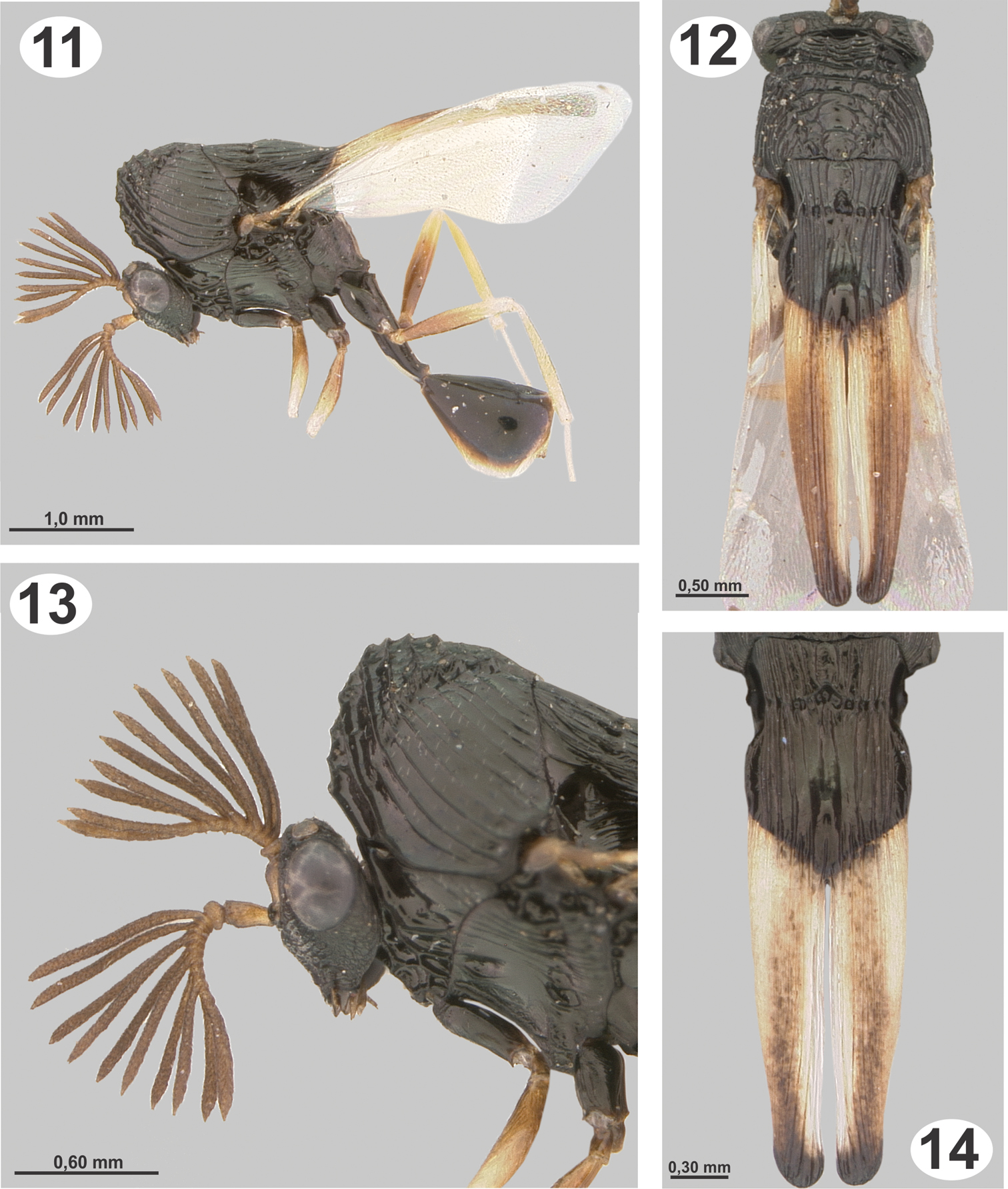